# Curling-Mixed-Europameisterschaft
Die Curling-Mixed-Europameisterschaft war ein jährlich stattfindendes Turnier, um die besten Curling-Mixed-Teams Europas zu ermitteln. Sie fand jeweils im Herbst statt. 2015 wurde die Curling-Mixed-Europameisterschaft von der Curling-Mixed-Weltmeisterschaft abgelöst.

## Mixed-Europameisterschaft
| Jahr         | Austragungsort         | Gold        | Silber      | Bronze      |
| ------------ | ---------------------- | ----------- | ----------- | ----------- |
| 2005 Details | Canillo (Andorra)      | Finnland    | Schweden    | Deutschland |
| 2006 Details | Claut (Italien)        | Schottland  | Italien     | Russland    |
| 2007 Details | Madrid (Spanien)       | Wales       | Dänemark    | Deutschland |
| 2008 Details | Kitzbühel (Österreich) | Deutschland | Tschechien  | Schweden    |
| 2009 Details | Prag (Tschechien)      | Schottland  | Dänemark    | England     |
| 2010 Details | Howwood (Schottland)   | Schottland  | Schweiz     | Deutschland |
| 2011 Details | Tarnby (Dänemark)      | Schweiz     | Deutschland | Tschechien  |
| 2012 Details | Erzurum (Türkei)       | Schottland  | Schweden    | Finnland    |
| 2013 Details | Edinburgh (Schottland) | Deutschland | Schottland  | Ungarn      |
| 2014 Details | Tarnby (Dänemark)      | Schweden    | Norwegen    | Schweiz     |

### Medaillenspiegel
Nach zehn Europameisterschaften (Stand: 2014)
| Platz | Land        | Gold | Silber | Bronze | Gesamt |
| ----- | ----------- | ---- | ------ | ------ | ------ |
| 1     | Schottland  | 4    | 1      | –      | 5      |
| 2     | Deutschland | 2    | 1      | 3      | 6      |
| 3     | Schweden    | 1    | 2      | 1      | 4      |
| 4     | Schweiz     | 1    | 1      | 1      | 3      |
| 5     | Finnland    | 1    | -      | 1      | 2      |
| 6     | Wales       | 1    | –      | –      | 1      |
| 7     | Dänemark    | –    | 2      | –      | 2      |
| 8     | Tschechien  | –    | 1      | 1      | 2      |
| 9     | Italien     | –    | 1      | –      | 1      |
|       | Norwegen    | –    | 1      | –      | 1      |
| 10    | Russland    | –    | –      | 1      | 1      |
|       | England     | –    | –      | 1      | 1      |
|       | Ungarn      | –    | –      | 1      | 1      |